# Caryomys inez
Caryomys inez је врста глодара (Rodentia) из породице хрчкова (Cricetidae).

## Распрострањење
Ареал врсте је ограничен на једну државу. Кина је једино познато природно станиште врсте.

## Угроженост
Ова врста је наведена као последња брига, јер има широко распрострањење и честа је врста.